# Marketing direct
Le marketing direct est une technique de communication et de vente qui consiste à diffuser un message personnalisé et incitatif vers une cible d'individus ou d'entreprises, dans le but d'obtenir une réaction immédiate et mesurable. Autrement dit, le marketing direct est celui qui touche directement la cible.

## Enjeux du marketing direct

### La conquête de nouveaux clients
Le marketing direct permet de recruter de nouveaux clients, grâce à une offre adaptée, testée sur différentes cibles de prospects auxquels on propose de s'abonner à un service, d'adhérer à un club, ou de souscrire à une opération. Le nombre de clients effectivement acquis en fin d'opération, comparé au nombre de messages émis au départ, permet de calculer le taux de rendement de l'opération, et surtout le coût d'acquisition d'un nouveau client.

### La fidélisation des clients acquis
L'analyse du comportement des clients recrutés permet de segmenter le fichier client en fonction de critères de segmentation, et de proposer à chaque fréquence des achats, de la quantité par commande, de la largeur des besoins couverts, et surtout un renouvellement de l'abonnement ou de la souscription avant son terme, pour augmenter la durée de vie du client et le revenu dégagé pour l'entreprise pendant la durée de vie des clients.
Alors que la publicité a pour but de faire connaître un produit ou de faire aimer une marque, le marketing direct permet quant à lui de calculer très précisément la rentabilité des actions réalisées, puisqu'on connaît, pour chaque annonce diffusée, ou pour chaque publipostage (mailing) réalisé, le nombre exact de commandes finalement obtenues, et la marge nette dégagée.
Cette connaissance précise de la rentabilité des opérations explique l'essor extraordinaire du marketing direct depuis quelques années, au point que les sommes investies par les entreprises françaises en marketing direct sont en 2005, aussi importantes (environ 10 milliards d'euros) que celles investies par les mêmes entreprises en achat d'espace publicitaire dans les grands médias.
Outre les fichiers de personnes à contacter, le marketing direct peut impliquer une logistique relativement lourde quand les volumes sont importants.

## Caractéristiques du marketing direct
Le marketing direct repose sur deux principes :
- L'utilisation de bases de données permettant d'établir des contacts personnels et différenciés (personnalisés) entre l'entreprise et ses clients ou prospects ;
- Le recours à toute technique de communication qui ait pour effet :
  - de susciter une réponse immédiate ou du moyen à court terme,
  - de fournir à la cible visée les moyens de transmettre directement cette réponse à l'entreprise

### Outils
Le marketing direct classique exploite des fichiers nominatifs de prospects ou de clients qui seront contactés :
- par courrier adressé ou non adressé (on parle dans ce cas de mailing ou publipostage) ;
- par asilage ou asile colis, touchant des acheteurs dans la vente à distance et permettant un ciblage précis, notamment par les catégories d'achat ;
- par téléphone (phoning, télémarketing) ;
- par fax (fax mailing), encore très utilisé lorsque les cibles sont des PME (cible BtoB) en gérant la désinscription par l'association Ecofax ;
- par courriel (de nos jours, des solutions d'envoi autonome existent comme pour gérer les Newsletters) ;
- par textos (SMS ou MMS) diffusés vers les téléphones mobiles ;
- par Mailing vocal vers les téléphones mobiles ou fixes ;
- par WAP/WEB.

Mais le marketing direct (notamment pour la prospection de nouveaux clients) peut aussi utiliser les grands médias pour diffuser un message qui n'est pas nominatif à l'émission, mais qui permettra de constituer un fichier à partir des répondants. Cette technique est utilisée en télévision, par le biais de spots qui proposent d'appeler un numéro de téléphone, mais surtout dans la presse, par l'insertion d'encarts ou d'annonces comportant un coupon à découper et à renvoyer.
Une autre technique s'est développée avec le livre blanc. C'est un document de référence qui agit comme outil prospection interactif diffusé sur internet. Le livre blanc, surtout destiné au marché professionnel, dévoile aux lecteurs le niveau d'expertise d'une entreprise. Un formulaire doit être rempli pour accéder au contenu, ce qui enrichit le fichier de prospection de l'entreprise qui diffuse gratuitement le document.

### Mise en œuvre

#### Traitement informatique
Aujourd'hui les informations sont généralement gérées dans des bases de données. Lors de la constitution de ces bases où du fait de l'utilisation de plusieurs bases, il peut être nécessaire de recourir à certains traitements informatiques.
Ces traitements ont généralement pour but d'améliorer la qualité des données, notamment en supprimant les numéros de téléphone invalides ou en mettant les adresses en conformité avec les normes postales. Il est également crucial de supprimer les doublons qui pourraient exister (occurrences multiples d'une même personne). On distingue ainsi fondamentalement 7 types d'opérations :
- La normalisation : permet de restructurer les adresses pour les mettre en conformité avec les normes postales pour la distribution du courrier.
- Le dédoublonnage : consiste à extraire d'un fichier les enregistrements multiples correspondant à un même individu et à une même adresse.
- La déduplication : comparaison de deux fichiers pour supprimer dans le second tous les éléments qui figurent dans le premier. Par exemple, lorsqu'on loue un fichier prospect, il est indispensable d'en extraire les individus déjà clients avant de l'utiliser pour un mailing de prospection.
- L'enrichissement : consiste à enrichir les données d'un fichier à l'aide de données fournies par une autre base, détenant des informations plus détaillées sur des individus communs aux deux fichiers.
- La segmentation : permet de ne pas inclure dans une opération de marketing direct, les personnes inscrites dans la base de données mais répondant - ou ne répondant pas - à un ou plusieurs critères.
- Le nettoyage (mise à jour) : consiste notamment à supprimer du fichier les adresses invalides (NPAI/PND/PSA/DCD) correspondant aux plis retournés à l'envoyeur par la poste, où à les corriger par mise à jour de l'adresse par rapprochement avec les bases de données adresses de la poste.
- L'accentuation et Capitalisation : permet d'accentuer les enregistrements. Il est aussi possible de mettre les enregistrements dans le format demandé (majuscules seulement ou Minuscules-Majuscules).

#### Impression
Dans le cas du publipostage, l'impression des documents peut être complexe. Par ailleurs, sur certains publipostages, un façonnage peut être nécessaire (ex : pliage particulier).

#### Personnalisation
Les documents imprimés sont souvent indifférenciés et doivent être personnalisés (impression à données variables), au moins avec le nom et l'adresse du destinataire mais également avec un message individualisé.
La personnalisation peut aussi être faite sur la base de critères de segmentation, tels que - mais ne se limitant pas - le sexe, le groupe d'âge, la taille de l'entreprise, la fréquence des achats.

#### Routage
Cette étape consiste à l'acheminement du message jusqu'au destinataire. Dans le cas d'un publipostage, La Poste prendra en charge la livraison mais le routeur aura déjà réalisé un tri postal.

### Cadre légal
En France, le marketing direct est très encadré en particulier dans le domaine B2C (Business to Consumer) afin de protéger les consommateurs :
- tout fichier concernant des personnes physiques et contenant des informations nominatives doit être déclaré auprès de la CNIL (Commission Nationale Informatique et Libertés)
- tout individu doit être informé de sa présence dans un fichier et de son droit d'accès, de modification ou de suppression concernant les informations détenues à son sujet (Loi informatique et libertés)[2];
- un fichier « stop mailing » appelé également « liste Robinson » est maintenu par la FEVAD (Fédération des Entreprises de Vente à Distance) et regroupe les coordonnées des consommateurs ne souhaitant pas être contactés par publipostage ;
- le système de l'opt-in doit être adopté dans le cadre des opérations de communication par voie électronique (publipostage, SMS, télémarketing, appels par serveurs vocaux...) : le consentement explicite du consommateur doit être obtenu préalablement à l'envoi du message ;
- un fichier « Bloctel » recense les personnes ne souhaitant pas être démarché téléphoniquement. Ce fichier est issu des nouvelles obligations légales issues de la loi Hamon du 17 mars 2014[3].

En Belgique, la liste « Ne m'appelez plus » est gérée par la Belgian Direct Marketing Association (BDMA).